# خربة المحروق
خربة المحروق تقع في فلسطين بالقرب من تقاطع الطرق المؤدية إلى بيسان أريحا بلاطة ودامية. وتبلغ مساحتها حوالي 2.5 هكتار، وقد كانت خلال المرحلتين الثانية والثالثة من العصر البرونزي القديم محصنة ومأهولة بالسكان.